# Central térmica de Escatrón
La central térmica de Escatrón  es una central termoeléctrica de ciclo combinado situada en el término municipal de Escatrón (Zaragoza), España. Su combustible es el gas natural. Cuenta con una potencia instalada de 818 MWe. Construida originalmente por la empresa estatal ENCASO, ha cambiado varias veces de propietario. Pertenece a Repsol desde junio de 2018. El grupo de ciclo combinado es el único que queda después de haber tenido otros grupos que quemaban el carbón de las minas de lignito turolenses. Se abastecía principalmente del carbón extraído en Andorra, y también del de Mequinenza.

## Historia
En la segunda mitad de la década de 1940 la Empresa Nacional Calvo Sotelo (ENCASO) puso en marcha la construcción de una central térmica en la zona de Escatrón (Zaragoza). Esta se planificó con la idea de ir ejecutándola por grupos. Se llegaron a poner en marcha los tres primeros de ellos en 1953, 1955 y 1958 (de 50.000, 60.000 y 62.500 kW. respectivamente), si bien nunca se llegó a ejecutar la cuarta fase. Francisco Franco visitó la central de Escatrón en 1953 para inaugurarla. En su momento la de Escatrón llegó a ser la central térmica más importante del país.
Inicialmente se dispuso de una conexión ferroviaria gestionada por ENCASO para el suministro de lignito procedente de las minas de Andorra. Los trenes llegaban hasta las inmediaciones de la central, donde se levantó una estación para las labores de clasificación y descarga del carbón. El transporte por ferrocarril se mantuvo hasta agosto de 1978, fecha en que fue clausurada la vía hasta Escatrón.
En 1972 la propiedad y gestión de la central pasó a manos de la empresa estatal ENDESA, propiedad del INI. Un año después esta anunció que no se construirían en Escatrón nuevos grupos, sino que se harían en la zona de Andorra. En 1976 se comenzó la construcción de la central térmica de Teruel, que se inauguraría unos años más tarde. En 1986, aprovechando alguna de las instalaciones de la vieja central de Escatrón, ENDESA inició su transformación en una planta experimental de nuevas técnicas de combustión con desulfuración de los lignitos (lecho fluido). La planta experimental tenía 80 MW.
Los dos nuevos grupos de ciclo combinado fueron construidos en 2007 por la multinacional italiana ENEL junto a los antiguos grupos de carbón, y están compuestos por 2 turbinas de gas Ansaldo V94.3A4 y una turbina de vapor, con un rendimiento conjunto aproximado del 58 %. La central formó parte de las operaciones de adquisición de Endesa por parte de ENEL y la alemana E.ON, por las cuales E.ON absorbía Electra del Viesgo y con ella las centrales de Escatrón, Bahía de Algeciras y Puente Nuevo. Endesa, por su parte, se convirtió en filial de ENEL.
Después de varios años sin actividad, en marzo de 2011 el Ministerio de Industria de España publicó en el BOE del 29 de marzo de 2011 las autorizaciones para el cierre del grupo de lecho fluido presurizado de la central de Escatrón, con una potencia de 80MW.
En junio de 2018, Repsol anunció la compra a Viesgo de las centrales de Escatrón y Bahía de Algeciras.

## Propiedad
La central térmica de Escatrón está participada por:
- Repsol 100 %